# Genoa (Wisconsin)
Genoa és una població dels Estats Units a l'estat de Wisconsin. Segons el cens del 2000 tenia 263 habitants.

## Demografia
Segons el cens del 2000, Genoa tenia 263 habitants, 112 habitatges, i 73 famílies. La densitat de població era de 338,5 habitants per km².
Dels 112 habitatges en un 25% hi vivien nens de menys de 18 anys, en un 53,6% hi vivien parelles casades, en un 8,9% dones solteres, i en un 34,8% no eren unitats familiars. En el 25,9% dels habitatges hi vivien persones soles el 13,4% de les quals corresponia a persones de 65 anys o més que vivien soles. El nombre mitjà de persones vivint en cada habitatge era de 2,35 i el nombre mitjà de persones que vivien en cada família era de 2,9.
Per edats la població es repartia de la següent manera: un 23,6% tenia menys de 18 anys, un 5,7% entre 18 i 24, un 22,1% entre 25 i 44, un 28,5% de 45 a 60 i un 20,2% 65 anys o més.
L'edat mediana era de 44 anys. Per cada 100 dones de 18 o més anys hi havia 87,9 homes.
La renda mediana per habitatge era de 32.857 $ i la renda mediana per família de 41.667 $. Els homes tenien una renda mediana de 26.250 $ mentre que les dones 19.375 $. La renda per capita de la població era de 15.384 $. Aproximadament el 2,6% de les famílies i el 6,9% de la població estaven per davall del llindar de pobresa.

## Poblacions més properes
El següent diagrama mostra les poblacions més properes.